# 日本気象
日本気象株式会社（英: Japan Meteorological Corporation）は、大阪市北区に本社を置く気象に関するサービスを提供している日本の会社。

## 沿革
- 1985年 日本気象調査株式会社を設立する。
- 1996年
  - 気象庁より予報業務許可（第53号）を取得する。
  - 大阪市が主催する「ベンチャービジネスコンペ大阪 '96」優秀賞を受賞する。
- 1997年
  - 社名を日本気象株式会社に変更する。
  - 財団法人大阪市都市型産業振興センターが運営する施設に入居する。
- 2005年10月1日 本社を大阪市此花区から同市浪速区に移転する。
- 2018年 本社を大阪市浪速区から同市中央区に移転する。
- 2023年 本社を大阪市中央区から同市北区に移転する。

## 業務内容
「地球コミュニケーションプロバイダー」を標榜し、気象観測や予報にとどまらない様々な業務を行っている。
- 気象予報コンサルティング
- オンライン気象情報配信
- お天気ナビゲータ
- 気象観測・解析
- 気象予報士講座
- 環境教育